# 3-й Ирининский переулок
Тре́тий Ири́нинский переу́лок — улица в Москве в Басманном районе между улицей Фридриха Энгельса и Большой Почтовой улицей.

## Происхождение названия
Ирининские переулки получили свои названия в XIX веке по прилеганию к Ирининской улице (ныне улица Фридриха Энгельса), названной так по приделу Святой великомученицы Ирины церкви Святой Троицы, что в Покровском.

## Описание
3-й Ирининский переулок начинается от улицы Фридриха Энгельса, проходит на юго-восток параллельно 2-му Ирининскому и заканчивается на Большой Почтовой, за которой продолжается как Рубцов переулок. Храм великомученицы Ирины в Покровском (улица Фридриха Энгельса, 38) располагается между 2-м и 3-м Ирининскими переулками. Домов по переулку не числится.